# Rik Van Steenbergen
Rik Van Steenbergen, född 9 september 1924 i Arendonk,  död 15 maj 2003 i Antwerpen, var en belgisk professionell tävlingscyklist. 
Van Steenbergen blev professionell 1942 och följande år vann han sina första tävlingar och blev belgisk mästare. 1944 vann han klassikern Flandern runt som han även skulle komma att vinna två år senare.
Under sin långa karriär, som varade till 1966, vann Van Steenbergen flera andra klassiker: Paris-Roubaix 1948 och 1952, Paris-Bryssel 1950 och Milano-Sanremo 1954. Han blev också världsmästare tre gånger – 1949, 1956, 1957 – och tangerade därmed Alfredo Bindas rekord.
Van Steenbergen var också bra på bana och vann 40 sexdagarslopp (nitton av dem i par med landsmannen Emile Severeyns) och förbättrade två världsrekord. Dessa färdigheter gjorde honom till en bra spurtare men på grund av sin storlek hade svårt med backar och hade därför svårt i de stora etapploppen. Ändå blev Van Steenbergen tvåa i Giro d'Italia 1951 och några hävdar att han kunde ha vunnit de långa etapploppen också om han hade koncentrerat sig på dem istället för att köra alla andra lopp.
Van Steenbergen dog i maj 2003 78 år gammal efter en lång tids sjukdom. På begravningen kom 200 personer, bland andra cyklisterna Eddy Merckx, Rik Van Looy, Roger De Vlaeminck, Walter Godefroot, Johan De Muynck, Lucien van Impe, Freddy Maertens och Briek Schotte.
1991 instiftades loppet GP Rik Van Steenbergen (från 2003 kallat Memorial Rik Van Steenbergen) i Van Steenbergens hemtrakter.

## Meriter

### Landsvägscykling
1943
 Belgisk mästare i linjelopp
Vinnare av Kampioenschap van Vlaanderen
1944
Vinnare av Flandern runt
1945
 Belgisk mästare i linjelopp
1946
Vinnare av Flandern runt
1948
Vinnare av Paris-Roubaix
1949
 Världsmästare i linjelopp
Vinnare av La Flèche Wallonne
Vinnare av etapperna 12 och 21 i Tour de France
1950
Vinnare av Paris-Bryssel
1951
Vinnare av etapperna 1 och 15 i Giro d'Italia
2:a totalt i Giro d'Italia
1952
Vinnare av Paris-Roubaix
Vinnare av etapperna 6, 9 och 10 i Giro d'Italia
Vinnare av etapp 1 i Tour de France
1953
Vinnare av etapp 9 i Giro d'Italia
1954
 Belgisk mästare i linjelopp
Vinnare av Milano-Sanremo
Vinnare av etapperna 5, 16, 17 och 22 i Giro d'Italia
1955
Vinnare av etapp 16 i Tour de France
1956
 Världsmästare i linjelopp
5:a totalt i Vuelta a España
Vinnare av etapperna 1, 7, 8, 11, 14 och 17
Vinnare av  poängtävlingen
1957
 Världsmästerskapens linjelopp
Vinnare av etapperna 1, 11, 17b, 20 och 21 i Giro d'Italia
1958
Vinnare av Vallonska pilen

### Bancykling
1944
 Belgiska banmästerskapen Omnium
 Belgiska banmästerskapen Individuellt förföljelselopp
Bryssels sexdagars (med Marcel Kint)
1949
Bryssels sexdagars (med Marcel Kint)
1950
Antwerpens sexdagars (med Achiel Bruneel)
1951
Bryssels sexdagars (med Stan Ockers)
1952
Paris sexdagars (med Raymond Goussot)
1954
Gents sexdagars (med Stan Ockers)
1955
 Belgiska banmästerskapen Omnium
 Belgiska banmästerskapen madison (med Stan Ockers)
Antwerpens sexdagars (med Stan Ockers)
Bryssels sexdagars (med Emile Severeyns)
Gents sexdagars (med Emile Severeyns)
1957
Bryssels sexdagars (med Emile Severeyns)
Dortmunds sexdagars (med Emile Severeyns)
1958
 EM i bancykling madison (med Emile Severeyns)
Antwerpens sexdagars (med Emile Severeyns)
Bryssels sexdagars (med Emile Severeyns)
Köpenhamns sexdagars (med Emile Severeyns)
Frankfurts sexdagars (med Emile Severeyns)
1959
 EM i bancykling Omnium
 EM i bancykling madison (med Emile Severeyns)
Dortmunds sexdagars (med Klaus Bugdahl)
Gents sexdagars (med Fred De Bruyne)
Zürichs sexdagars (med Emile Severeyns)
1960
 EM i bancykling Omnium
 EM i bancykling madison (med Emile Severeyns)
Århus sexdagars (med Emile Severeyns)
Bryssels sexdagars (med Emile Severeyns)
Köpenhamns sexdagars (med Emile Severeyns)
1961
 EM i bancykling madison (med Emile Severeyns)
 Belgiska banmästerskapen Omnium
 Belgiska banmästerskapen madison (med Emile Severeyns)
 Belgiska banmästerskapen Derny
Dortmunds sexdagars (med Emile Severeyns)
Zürichs sexdagars (med Emile Severeyns)
Berlins sexdagars (med Klaus Bugdahl)
1962
 Belgiska banmästerskapen Derny
Bryssels sexdagars (med Palle Lykke Jensen)
Madrids sexdagars (med Emile Severeyns)
Kölns sexdagars (med Emile Severeyns)
1963
 EM i bancykling madison (med Palle Lykke Jensen)
 Belgiska banmästerskapen Omnium
 Belgiska banmästerskapen Derny
Antwerpens sexdagars (med Palle Lykke Jensen och Leo Proost)
Frankfurts sexdagars (med Palle Lykke Jensen)
 Madrids sexdagars (med Joseph De Bakker))
1964
 Belgiska banmästerskapen Derny
Milanos sexdagars (med Leandro Faggin)
Madrids sexdagars (med Federico Bahamontes))
1965
Bremens sexdagars (med Leandro Faggin)
Milanos sexdagars (med Gianni Motta)
Essens sexdagars (med Peter Post)
Torontos sexdagars (med Emile Severeyns)
Québecs sexdagars (med Emile Severeyns)
Madrids sexdagars (med Romain De Loof)